# Dhangadhi
Dhangadhi (Nepalees: धनगढी नगरपालिका) is een stad (Engels: municipality; Nepalees: nagarpalika) in het zuidwesten van Nepal, en tevens de hoofdstad van het district Kailali. De stad telde bij de volkstelling in 1991 44.753 inwoners, in 2001 67.447, in 2011 101.970 inwoners.
De stad is vrij goed ontwikkeld en goed verbonden met andere steden, voornamelijk in India. De stad bezit ook een vliegveld (IATA-code: DHI), dat 10 km buiten het centrum ligt.

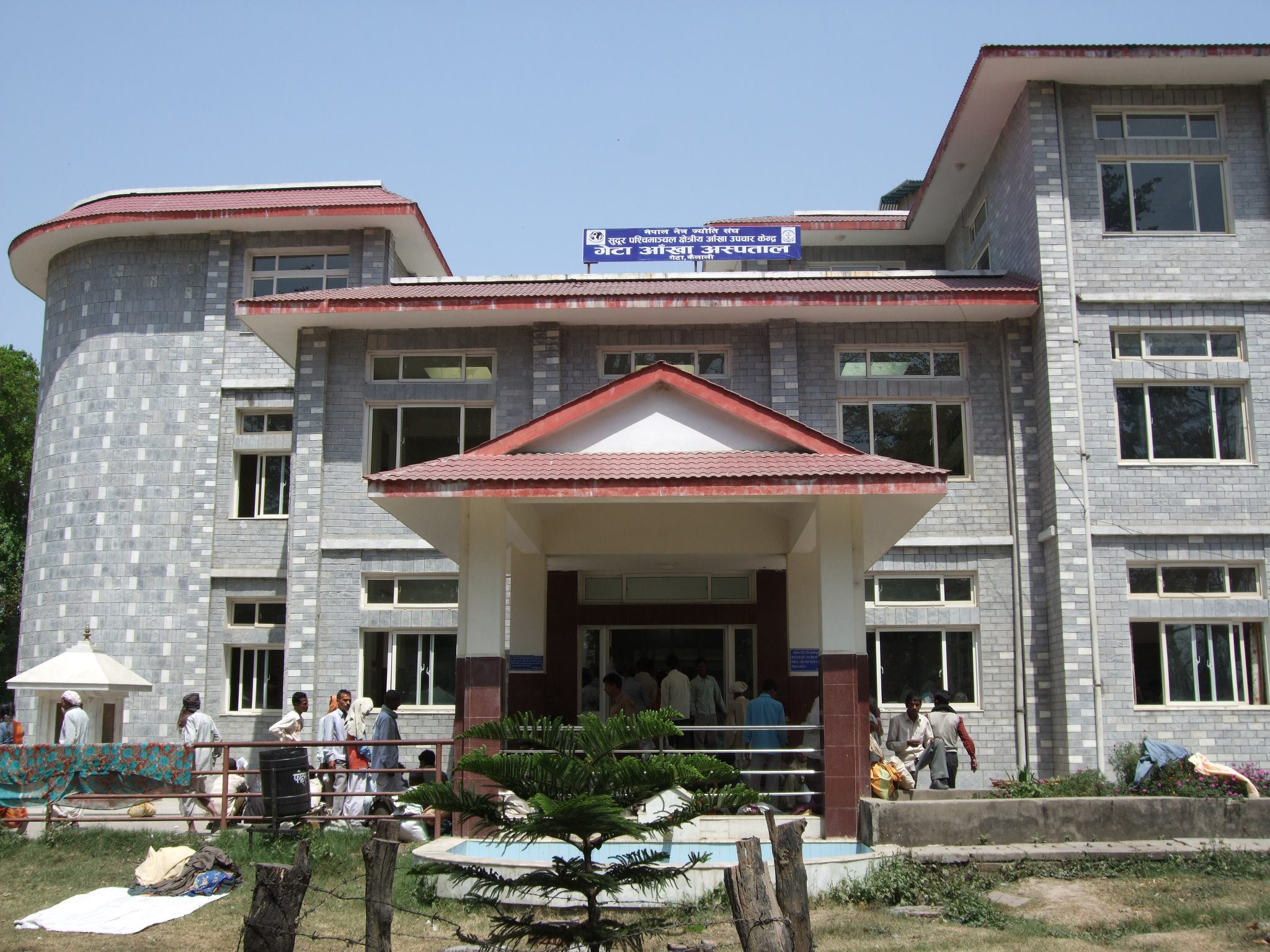
Ziekenhuis